# Blodwyn Pig
Blodwyn Pig est un groupe de blues rock britannique. Il est principalement actif pendant les années 1960 et 1990.

## Biographie
La formation initiale comprend Mick Abrahams, après son départ de Jethro Tull, Jack Lancaster, Andy Pyle et Ron Berg. À la suite du deuxième album, le guitariste quitte et est remplacé par Peter Banks (ex-Yes et futur Flash), ainsi que le second guitariste Larry Wallis qui sera aussi chanteur. La formation poursuit sous le nom de Blodwyn mais se dissout avant d'avoir eu le temps d'enregistrer, en décembre 1970. Le groupe enregistre et publie deux albums : Ahead Rings Out en 1969, et Getting to This en 1970, qui atteignent le top 10 de l'UK Albums Chart et les charts américains.
Après sa reformation en 1988, en plus d'Abrahams, le groupe se compose de Clive Bunker, Andy Pyle, Bruce Boardman, Bernie Hetherington et Dick Heckstall-Smith. En 1993, le groupe enregistre Lies (1993) avec comme formation Mick Abrahams, Dave Lennox, Mike Summerland et, Graham Walker. L'année suivante sort l'album live All Tore Down: Live.

## Discographie
- 1969 : Ahead Rings Out (Island, août)
- 1970 : Getting to This (Chrysalis Records, avril)
- 1999 : The modern Alchemist (Indigo Rec.)
- 1991 : All Said And Done (sorti en Europe en 1991 puis aux États-Unis en 2004 chez Shakedown Records sous forme de coffret double CD+DVD
- 1993 : Lies
- 1994 : All Tore Down: Live (album live)
- 1996 : Pig-in-the-Middle